# Jaume Queralt
Jaume Queralt Prats, també conegut com a Met Barran o Jacques Queralt (Barran, 1941 - Perpinyà, 19 d'abril de 2020), fill de refugiats republicans de Blancafort, fou un poeta, assagista, periodista i activista cultural nord-català, autor de reculls de poemes en català i d'obres de divulgació tant en català com en francès.
En els seus escrits poètics, "dona a conèixer la seva experiència vital de monjo polifònic i la seva reflexió madura de cavaller alquímic. Així és com ell mateix reivindica l'herència de Pessoa, Lorca, Cioran, Whitman i Josep Carner, poeta de l'imprescindible paraigua." La crítica Miquela Valls en diu: "En Queralt forma amb en Patrick Gifreu […] un parell d'amics […] bon xic mofetes, ja mig passats a la llegenda [...]."
Treballà uns 30 anys de professor a l'Escola de Belles Arts de Perpinyà, i de periodista per al diari L'Indépendant, i contribuí amb una infinitat d'articles i textos per a catàlegs i llibres sobre l'art i la cultura. També fou encarregat de comunicació en la Direcció d'Acció Cultural de l'Ajuntament de Perpinyà.

## Obra

### Assaig
- Vous avez la mémoire courte: 1939. 500.000 républicains venus du Sud "indésirables" en Roussillon, sobre la Retirada, juntament amb René Grando i Xavier Febrés. Marcèvol-Vinçà: Éditions du Chiendent, 1981
- Jordi Barre. Marcèvol-Vinçà: Éditions du Chiendent, 1985. (Sobre el famós cantautor de la Catalunya Nord. Fotografia de portada per Serge Moritz. Llibre en francès)
- Camps du mépris. Des chemins de l'exil à ceux de la Résistance (1939 - 1945), amb René Grando i Xavier Febrés. Perpinyà: El Trabucaire, 1991
- Sasha Stone: el fotògraf sense rostre. Perpinyà: El Trabucaire, 1992. (Evocació d'un fotògraf amic de Walter Benjamin, mort a Perpinyà unes quantes setmanes abans que Benjamin se suïcidés a Port Bou.)
- Ramellet vivesià. Perpinyà: El Trabucaire, 1992. (Homenatge al gran Johannis Ludovici Vivis, o sigui, en Joan Lluís Vives)
  - Bouquet Vivésien, la versió en francès, Perpinyà: El Trabucaire, 1992
- Jordi Barre, l'enchanteur, amb Christine Lavaill. Baixàs: Éditions Balzac, 2003. (Contracció i continuació de l'obra del 1985)
- Le pas être. Ou le trente sixième en-dessous" amb tres anemografies de Philippe Jaminet. Editions Licence III (Perpinyà 2012). Courants d'air N° 4

### Poesia
- Sense recança de l'escalp. Barcelona: El Mall, 1987; prefaci de Patrick Gifreu, Barcelona: Columna, 1989
- Atac del virus. Perpinyà: El Trabucaire, 1991. (Escrit premonitori), catalogat com a novel·la al "Qui és qui de les lletres catalanes"
- Mots. Montigny-lès-Metz: Ed. Voix Richard Meier, 1992. Llibre firmat "Met Barran", amb dibuixos d'Edualc Essam (Claudi Massé)
- Paisatge interior d'un tictic saltamarges. Perpinyà: El Trabucaire, 1994 (un treball-joc sobre la desfiguració dels sentits d'un text)
- La Guiguita. SENHAL 20, rítmica textual amb dibuixos d'Isabel Mencion. Girona: 1995 (fragment d'un text perdut amb els primers maldestres manejaments de l'ordinador)
- La llet no m'emborratxa, escriptogrames amb dibuixos i collages de Claudi Massé. Editorial El Retall Afegit, 2001. (Imprès a Narbona, Occitània)
- L'extraordinari, amb dibuixos i collages de Claudi Massé, Elna: VOIX éditions, Richard Meier, 2006

### Premis
- Premi Joan Blanca per a personalitats compromeses d'ençà molt de temps en la defensa i la il·lustració de la catalanitat. (2009)